# Batalla del río Zapote
La Batalla del río Zapote (en filipino: Labanan sa Ilog ng Zapote, en inglés: Battle of Zapote River), conocida también como la Batalla del Puente Zapote, se libró el 13 de junio de 1899 entre 1.200 estadounidenses y entre 4.000 ~ 5.000 Filipinos. Fue la segunda batalla más grande de la guerra entre Filipinas y Estados Unidos después de la batalla de Manila cinco meses antes, en febrero de aquel año.  El río Zapote separa el pueblo de Las Piñas en lo que entonces era la provincia de Manila desde Bacoor en la provincia de Cavite. Las ruinas del Puente Zapote aún se encuentran junto a su puente de reemplazo en la Carretera Aguinaldo.

## Puente Zapote
El Puente Zapote estaba hecho de mampostería y atravesaba el río Zapote. Conectaba las localidades de Bacoor e Imus al sur y Las Piñas y Manila al norte. Ha sido testigo de dos grandes acontecimientos históricos; la revolución filipina contra España en 1897 y la guerra filipino-estadounidense de 1899.
La mitad del Puente Zapote original fue destruido durante las batallas; así, el Ayuntamiento de Las Piñas financió la restauración de la otra mitad del puente. El puente reconstruido se convirtió en un paseo peatonal, conectando Barangay Zapote, Las Piñas con Barangay Zapote en Bacoor, Cavite. Se establecieron parques de monumentos en ambos extremos del puente, uno hecho por el escultor Eduardo Castrillo en la zona de Las Piñas y otro monumento que representa el Puente de la Batalla del Zapote en Bacoor, Cavite.
En febrero de 1997, la Fundación Villar, los ayuntamientos de Bacoor, Cavite y el Ayuntamiento de Las Piñas, el Movimiento del Centenario Nacional y el Departamento de Educación organizaron un evento para rendir homenaje al año del centenario de la Batalla del Puente Zapote. Un drama callejero, basado en los eventos de 1896-1897, fue recreado sobre la Batalla del Puente Zapote.

## Batalla

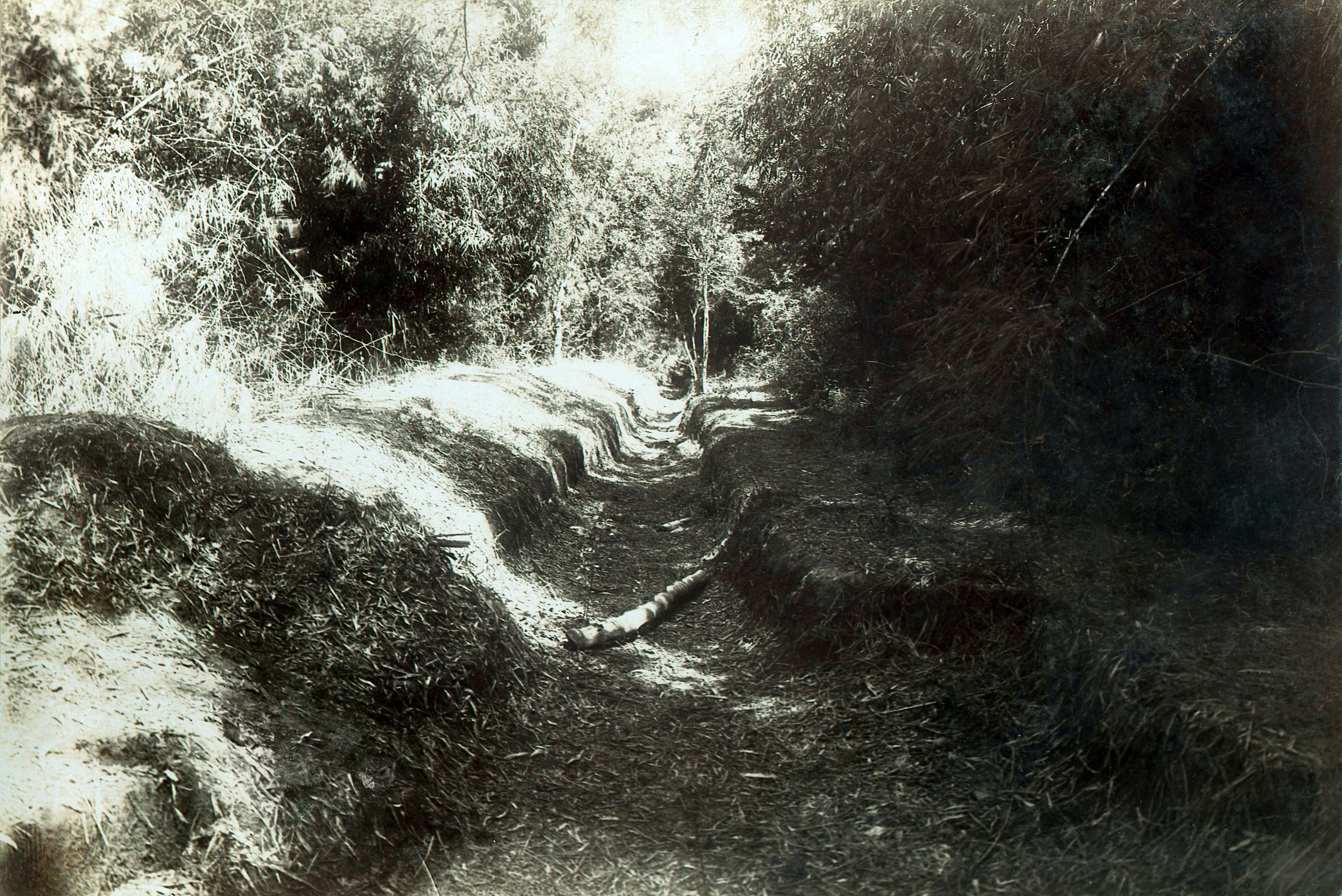
Part of the trenches used by the Filipinos south of the bridge.

La Batalla del río Zapote fue parte del reconocimiento armado del Ejército de los Estados Unidos entre la Bahía de Manila y la Laguna de Bay que comenzó el 9 de junio para librar al campo del Ejército filipino que se rebelaba contra los estadounidenses. Una flota de cañoneros - Callao, Manila y el Mosquito - dirigidos por el almirante George Dewey, estaban en la bahía de Manila para proporcionar apoyo de fuego naval. Pronto se les unieron las cañoneras Helena, Princeton, Monterey and Monadnock .
La batalla comenzó alrededor de las 6:15 a. m. después de que los filipinos dispararan tres tiros contra el puesto de avanzada estadounidense con un arma Hotchkiss de una libra. En represalia, la sexta artillería bajo el mando del teniente Benjamin M. Koehler disparó seis proyectiles de metralla desde dos cañones de 3,2 pulgadas (8,1 cm).
En la parte del río entre el río y la bahía de Manila, las compañías F e I del 21 ° Regimiento de Infantería estaban explorando el área cuando fueron emboscados por unos 1.000 filipinos después de cruzar el puente de cañas de bambú a Bacoor.  Se produjeron feroces combates contra filipinos armados con rifles Remington y Mauser.  Dos de los oficiales de las dos compañías resultaron heridos. Más tarde, quedándose sin municiones, los estadounidenses se dirigieron a la playa en busca de seguridad. Fueron relevados por un batallón de la Novena Infantería dirigido por el Mayor Clarence R. Edwards. El mayor Starr hizo señas a las cañoneras pidiendo apoyo, que respondieron con hombres y municiones del Helena y Monadnock.
Cerca del Puente Zapote, el general Samuel Ovenshine movía su artillería por la carretera, flanqueado por su infantería. Al avanzar hacia el enemigo, el fuego se abrió furiosamente de un lado a otro de las trincheras filipinas y los parapetos al sur del puente.  Se intercambió fuego de artillería entre una batería filipina, disparando desde cañones de ánima lisa de 6 pulgadas (15,2 cm) y cañones Hotchkiss de 1 libra, y la Batería D con un cañón de campaña de 3,2 pulgadas, cañones Hotchkiss de 3  y 1,65 pulgadas.  Pronto, la batería liderada por el primer teniente William L.Kenly avanzó, sin cobertura y bajo un fuego terrible, hacia la rampa del puente a unas 30 yardas (27,4 m) de la batería enemiga, donde tomaron con éxito al enemigo con disparos de precisión. En este punto, el puente no se podía vadear ya que se había quitado un tramo y su reemplazo de madera se había quemado.
El resto de ambos ejércitos pronto se unieron a la lucha que se expandió para cubrir el tramo desde la playa hasta más allá del puente.. Finalmente, se hizo evidente que el mayor número de soldados filipinos no había sido una ventaja decisiva. Las cañoneras estadounidenses también bombardearon las costas frente a las tropas estadounidenses, lo que devastó las posiciones filipinas.

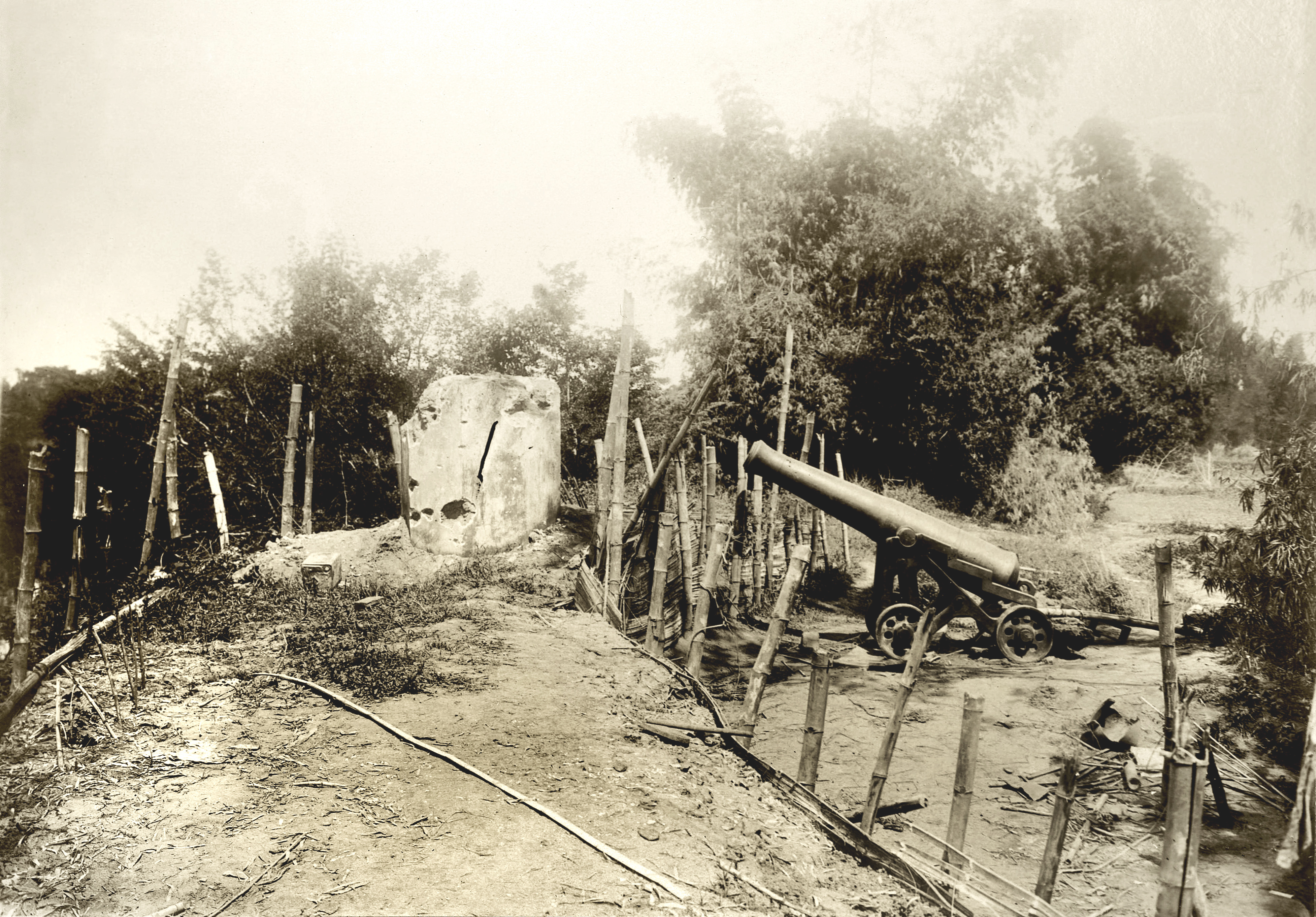
El cañón de ánima lisa utilizado por los filipinos y abandonado durante su retirada

Inicialmente, el ejército al mando del general Guillermo Masangkay se ha enfrentado a las fuerzas estadounidenses y ha ganado ventaja. Sin embargo, la falta de mejores armas y municiones obligó a los soldados a retirarse. El general Guillermo Masangkay resultó herido en la escaramuza Luego de horas de intensos combates, entre las 4 y las 4:40 pm, los filipinos cedieron, abandonaron sus posiciones y empezaron a retroceder. El puente fue reparado temporalmente con largueros de madera.  El general Loyd Wheaton y sus hombres comenzaron a cruzar el puente como lo ordenó el general de división Henry W. Lawton. Envió una compañía de la Infantería 21 encabezada por el primer teniente William M. Morrow para determinar las posiciones de los enemigos y los encontró a 1 milla al sur del puente.  Después de más peleas, expulsaron a los defensores de sus líneas que huyeron hacia Imus y San Nicolas, Bacoor. Una retaguardia filipina mantuvo a raya a los estadounidenses el tiempo suficiente para que la principal fuerza filipina se retirara tierra adentro.

## Resultado
Ambos bandos sufrieron fuertes bajas: el estadounidense sufrió 75 bajas con 15 muertos, y los filipinos sufrieron 150 muertos y 375 heridos..
El capitán William H. Sage obtuvo la Medalla de Honor por sus acciones.
En consecuencia, el ejército filipino comenzó a utilizar tácticas de guerra de guerrillas, evitando una batalla decisiva y volviendo al acoso..: 120 

## Post Batalla del Río Zapote
El puente fue designado como Monumento Histórico Nacional por la Comisión Histórica Nacional de Filipinas el 9 de septiembre de 2013, que ahora es un lugar turístico que ahora está disponible para visitantes tanto locales como internacionales.

## Sources
- U.S. War Department (1900-06-30). "Annual Reports of the War Department, Part 3 of 7". Government Printing Office, Washington.

- Datos: Q4872804
- Multimedia: Battle of Zapote River / Q4872804